# Mimí Bechelani
Mimí Bechelani de la Peña (Ciudad de México; 5 de septiembre de 1917-Ciudad de México; 8 de noviembre de 1992) conocida como Mimí Bechelani, fue una actriz, locutora, guionista y escritora mexicana que trabajó como guionista en novelas, telenovelas, radionovelas, cine y teatro; quien realizó toda su carrera en la televisión para Televisa.
Es reconocida por ser la autora de Teresa, de la cual se realizaron una película, en 1961 (protagonizada por Maricruz Olivier), y cuatro telenovelas: tres de ellas con ese título, realizadas en 1959 (con Maricruz Olivier), 1989 (con Salma Hayek) y 2010 (con Angelique Boyer); y una más con el nombre El cuarto mandamiento, protagonizada por Pituka de Foronda.

## Biografía
Desde niña tuvo una gran imaginación y fue una ávida lectora, por dicha razón desde la escuela primaria se dedicó a escribir. Cuando era pequeña su padre falleció, pero su madre se esforzó para que tuviera una buena educación.
Estudió pintura, inglés, francés, historia y teatro con Julio Bracho. Se inició como locutora, cuando Luis de Llano Palmer descubrió su voz y talento en la escuela de teatro de Julio Bracho. La envió junto a la actriz española Amparo Villegas a Nueva York a hacer doblajes de películas en inglés al español, contratadas por la Metro-Goldwyn-Mayer en 1944. Ahí también trabajó como actriz de teatro haciendo primeros papeles.
En 1952 entró a trabajar a Radio Femenina. También trabajó como escritora y locutora en la radiodifusora XEW. Para poder subsistir fue maestra de escuela secundaria. Se casó con un joven médico, Mario Hernández, pero no tuvieron hijos, el matrimonio duró 23 años, hasta la muerte de él. Su pasión siempre fue escribir, escribió mucho a lo largo de toda su vida, obteniendo su mayor éxito en las novelas para radio y televisión, habiendo escrito más de 200. Su historia más famosa sin duda es Teresa, libreto que fue llevado a la pantalla chica en cuatro oportunidades (1959, 1967, 1989 y 2012) y a la pantalla grande en una oportunidad (1961), siempre con gran aceptación. Su especialidad fueron las villanas protagónicas impulsadas por el resentimiento y la falta de amor.

## Trayectoria

### Historias Originales
- Tania (1980)
- Añoranza (1979)
- El chofer (1974)
- Aventura (1970)
- Lo que no fue (1969)
- El ciego (1969)
- Pueblo sin esperanza (1968)
- Amor sublime (1967)
- Las víctimas (1967)
- El ídolo (1966)
- Las abuelas (1965)
- Historia de un cobarde (1964)
- Madres egoístas (1963)
- El profesor Valdez (1962)
- Teresa (1959)
- Más allá de la angustia (1958)

### Adaptaciones
- Mi rival (1973) Original de Inés Rodena
- Los que ayudan a Dios (1973) Original de Nené Cascallar
- Mi primer amor (1973) Original de Walter Negrao

### Remakes reescritos por ella misma
- El honorable señor Valdez (1973) (remake de El profesor Valdez)
- El cuarto mandamiento (1967) (remake de Teresa)

### Remakes reescritos por otros
- Teresa (2010) (remake de Teresa) por Ximena Suárez
- Madres egoístas (1991) (remake de Madres egoístas) por Josefina Palos y Romo
- Teresa (1989) (remake de Teresa) por Silvia Castillejos y Francisco Sánchez
- Teresa (1965) (remake de Teresa) por Walter George Durst.